# Juan Moreno López
Juan Moreno López (Nador, 5 de gener de 1929 - Ceuta, 8 de novembre de 2014) fou un futbolista espanyol de la dècada de 1950.

## Trajectòria
Nascut al protectorat espanyol del Marroc començà a jugar al Vlla Nador de la seva ciutat natal. Després jugà a la UD Melilla, club amb el qual ascendí a segona divisió. La major part de la seva carrera la passà a l'Atlético Tetuán, on hi jugà quatre temporades, la primera d'elles a primera divisió. La temporada 1955-56 fou fitxat pel RCD Espanyol, amb qui disputà 17 partits a primera. La següent temporada fou jugador de la UD Las Palmas, també a primera, i posteriorment jugà tres temporades al Cadis CF a segona divisió. Es retirà el 1961 al Melilla CF.
Jugava a la posicio d'extrem o interior esquerre.